# Gottlieb Ziegler
Gottlieb Ziegler (1828 - 1898), was een Zwitsers politicus.
Gottlieb Ziegler bezocht van 1841 tot 1847 het gymnasium van de stad Zürich. Hij was lid van de Democratische Partij (DP) van het kanton Zürich. Deze partij was fel gekant tegen het machtsmonopolie van de Radicale Partij (de huidige Vrijzinnig Democratische Partij) onder Alfred Escher. De partij streefde naar uitgebreide hervormingen.
Gottlieb Ziegler werd namens de DP in de Regeringsraad van het kanton Zürich gekozen.
Gottlieb Ziegler was in 1870, 1872 en in 1876 voorzitter van de Regeringsraad van Zürich (dat wil zeggen regeringsleider van Zürich).
Gottlieb Ziegler was van 1877 tot zijn dood in 1898 hoofdredacteur van Der Landbote, het orgaan van de DP. Na 1886 werd hij eigenaar van Der Landbote. Bijna een eeuw bleef deze krant in de familie Ziegler.